# 詮索
| ウィキペディアには「詮索」という見出しの百科事典記事はありません（タイトルに「詮索」を含むページの一覧/「詮索」で始まるページの一覧）。 代わりにウィクショナリーのページ「詮索」が役に立つかもしれません。 |